# تشارلز فينكلر
تشارلز فينكلر (بالإنجليزية: Charles Winkler)‏ هو منتج أفلام ومنتج تلفزيوني ومخرج أمريكي، ولد في القرن العشرين في الولايات المتحدة.

## وصلات خارجية
- تشارلز فينكلر على موقع IMDb (الإنجليزية)
- تشارلز فينكلر على موقع ألو سيني (الفرنسية)
- تشارلز فينكلر على موقع ميوزك برينز (الإنجليزية)
- تشارلز فينكلر على موقع أول موفي (الإنجليزية)
- تشارلز فينكلر على موقع قاعدة بيانات الأفلام السويدية (السويدية)
- تشارلز فينكلر على موقع قاعدة بيانات الفيلم (الإنجليزية)
- تشارلز فينكلر على موقع كينوبويسك (الروسية)